# Federación Anarco Skinhead

Il logo della FASH, formato dall'A anarchica, dalla stella a cinque punte e dalla corona di alloro.

La FASH (Federación Anarco Skinhead) è una federazione anarcoskin nata tra la fine del 2002 e l'inizio del 2003 nella CNT di Madrid, la capitale della Spagna. I membri della federazione sono tutti esclusivamente anarchici. Essa è inoltre collegata con la Resistencia Anarko Punk (RAP) e l'Anarcho Punk Federation (APF).
Al suo interno la federazione raccoglie soprattutto skinhead e punk. Attraverso le discussioni tra skinhead antifascisti e gli anarcho-punk, la federazione si è ampliata nel resto della penisola iberica e in varie altre parti del mondo, soprattutto nell'America Latina. 
Tra i vari obbiettivi della FASH si possono citare soprattutto la volontà di distruggere i naziskin e di liberare il movimento skinhead dalla manipolazione della classe borghese. Uno dei suoi rami, la FASH Zona Norte, organizza e stabilisce legami tra singoli e gruppi, in modo da far crescere il messaggio di lotta e da far aumentare il numero di skinheads e anarchici il più rapidamente possibile, in modo tale da far diventare la FASH un'organizzazione internazionale, portare a compimento i propri obbiettivi (come l'eliminazione del fascismo e la vittoria sulla borghesia), cambiare il mondo e trasformare in meglio le vite delle persone.
All'interno della FASH non c'è una vera e propria gerarchia: i suoi membri si riuniscono nelle varie assemblee settimanali per discutere di vari temi ed iniziative. Tra le più significative intenzioni della FASH, oltre a quelle già citate, ci sono la lotta quotidiana per il trionfo dell'anarchia, che deve essere ottenuto con ogni mezzo disponibile, distribuire e pubblicare periodicamente dei bollettini contro-informativi, realizzare degli album discografici con gruppi musicali Oi! e Street punk anarchici, preparare delle cene nei locali di proprietà, organizzare seminari di autodifesa, boicottare l'usura musicale e forse organizzare delle serie di concerti.